# 안좌도
안좌도(安佐島)는 대한민국 전라남도 신안군 안좌면의 본섬으로 면적은 45.2km2이다.

## 개요
원래 동쪽의 안창도(安昌島)와 서쪽의 기좌도(箕佐島)의 2개 섬으로 이루어졌으나 1917년 이후 두 섬 사이 갯벌을 매립하여 현재의 안좌도가 되었다. 지명은 안창도의 '안'과 기좌도의 '좌'를 합하여 안좌도라 칭하였다.